# Silver Threads Among the Gold (Film, 1911)
Silver Threads Among the Gold ist ein Stummfilm aus dem Jahre 1911. Regie führte Edwin S. Porter.

## Handlung
Der Film beginnt mit einem jungen Ehepaar, das bei dem Gedanken an das Alter amüsiert ist. Einige Jahre später sind die beiden deutlich gealtert. Eine Künstlerin möchte ein Porträt von ihr malen. Aufgrund ihrer Veränderungen soll das Porträt nicht gemalt werden. Sie nimmt einen Spiegel und vergleicht ihr gealtertes Spiegelbild mit einem Porträt aus ihrer Jugend. Daraufhin darf das neue Porträt doch gemalt werden. Als es fertig ist, zeigt sie es ihrem Mann. Dieser nimmt sie in den Arm und sagt ihr, dass sie nie älter geworden sei.

## Filmmusik
Das Lied Silver Threads Among the Gold, welches titelgebend für den Film ist, wurde in den Kinos durch Musiker live gespielt. Die Musiker mussten vom Kinobetreiber selbst engagiert werden.